# أيفي لاتيمر
أيفي لاتيمر (بالإنجليزية: Ivy Latimer)‏ هي ممثلة أسترالية، ولدت في 1 ديسمبر 1994 في أستراليا.

## أعمال

### مسلسلات
- أنا والدمى
- ماكو: جزيرة الأسرار

## وصلات خارجية
- أيفي لاتيمر على موقع IMDb (الإنجليزية)
- أيفي لاتيمر على موقع روتن توميتوز (الإنجليزية)
- أيفي لاتيمر على موقع ألو سيني (الفرنسية)
- أيفي لاتيمر على موقع أول موفي (الإنجليزية)
- أيفي لاتيمر على موقع قاعدة بيانات الفيلم (الإنجليزية)
- أيفي لاتيمر على موقع كينوبويسك (الروسية)